# Gastropub

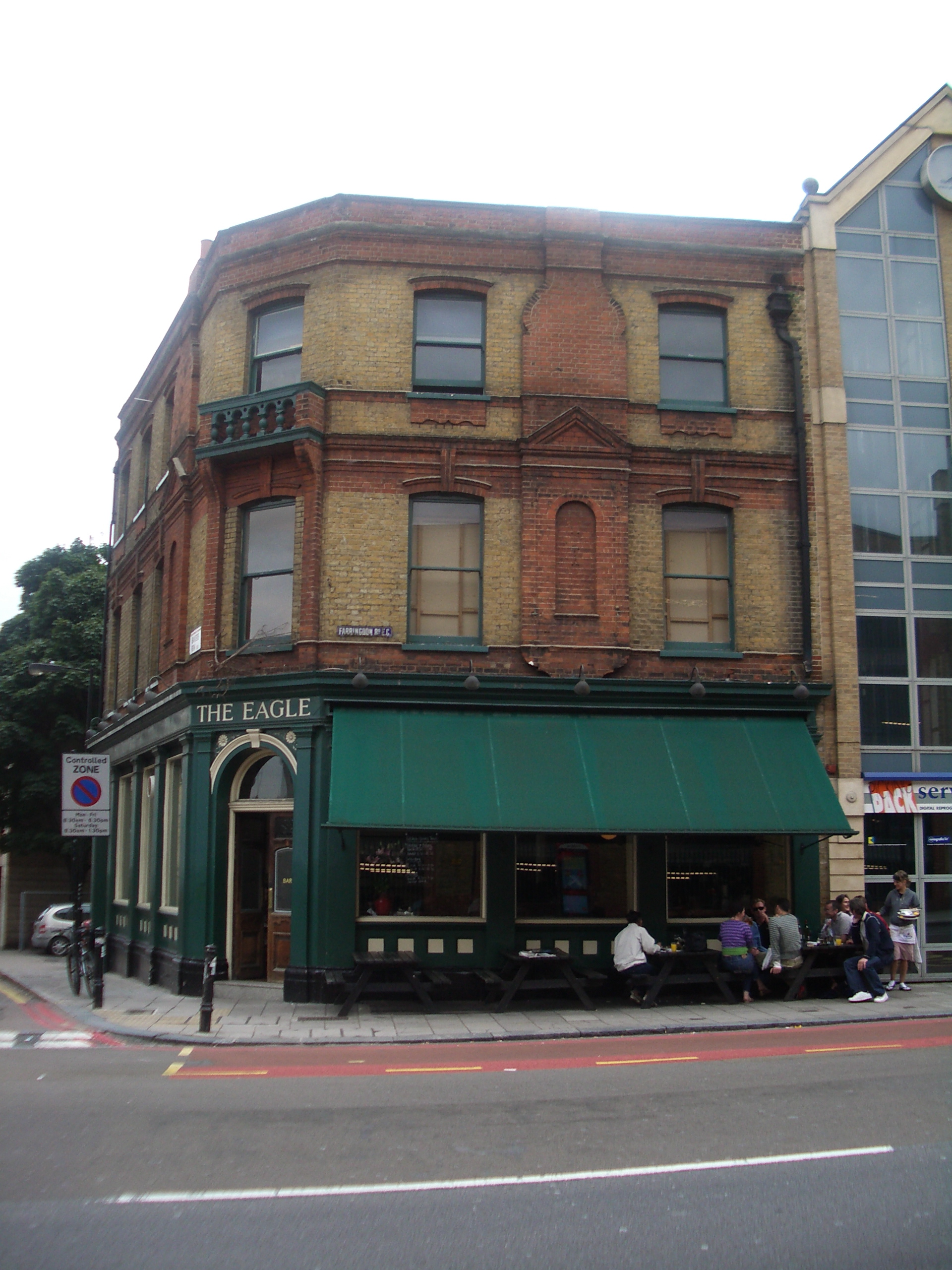
The Eagle, el primer pub en acuñar el término gastropub, al asignarlo a su local.

Un gastropub es un concepto británico referido a un public house (“pub”) que se especializa en la comercialización de comida de calidad, llegando a un paso por encima de la más básica versión del “pub grub” (comida típica de pub). El nombre asignado a estos nuevos locales es una especie de contracción) de la palabra gastronomía y pub acuñada en el año 1991 cuando David Eyre y Mike Belben abrieron un pub denominado The Eagle en Clerkenwell, Londres. Pusieron especial énfasis en la calidad de la comida servida a los comensales, entendiendo que existen buenos pubs que sirven comidas bajo este criterio.

## Comida y ambiente
Los gastropubs se centran en generar una atmósfera relajada (denominada: Gemütlichkeit) y se focalizan en la vigilancia de la calidad y preparación de los alimentos ofrecidos, comparándose a los grandes restaurantes. Los platos suelen ser sofisticados y se pueden pedir buenos vinos (existe carta de vinos) y cervezas al igual que en un restaurante.

## Variantes en otros países
Se puede describir ciertas similitudes con la brasserie francesa o de la japonesa izakaya. Algunas cadenas de alimentación y restaurantes como Marks & Spencer ofrecen comidas preparadas (TV dinner) en sus mercados bajo la denominación “gastropub”.